# Ceratophryidae
Los ceratófridos (Ceratophryidae) son una familia de anfibios anuros compuesta actualmente por 3 géneros con distribución en Sudamérica.

## Géneros
Se reconocen las siguientes según ASW:
- Ceratophrys Wied-Neuwied, 1824 (8 sp.) (tipo)
- Chacophrys Reig & Limeses, 1963 (1 sp.)
- Lepidobatrachus Budgett, 1899 (3 sp.)

Además, se incluyen los siguientes géneros extintos según Blackburn y Wake en 2011:
- †Baurubatrachus Báez & Perí, 1989
- †Beelzebufo Evans, Jones, & Krause, 2008